# Pásztor Gabriella
Pásztor Gabriella (Szolnok, 1972. február 28. –) magyar fizikus. Az Eötvös Loránd Tudományegyetem Természettudományi Kar Fizikai Intézet oktatója. Kutatási területei: mag- és részecskefizika, nagy detektorrendszerek a részecske- és magfizikában, nagyenergiás fizikából, Higgs szimulációs projekt. Pásztor Gabriella az Eötvös Loránd Tudományegyetem legtöbbet idézett kutatója a Google Tudós alapján.

## Tanulmányai
1990-ben érettségizett. 
1995-ben szerzett diplomát az Eötvös Loránd Tudományegyetem Természettudományi Kar Fizikai Intézetében. Majd 1999-ben doktori fokozatot az ELTE TTK Fizikai Intézetében.
2000 és 2002 között a svájci CERN-ben kutatott.
2002 és 2007 között a Kaliforniai Egyetemen oktatott és kutatott. 
2008 és 2013 között a Genfi Egyetemen oktatott fizikát.
2014 és 2015 között a Carleton Egyetemen oktatott.
2015-ben kezdett oktatni az ELTE TTK Fizika Intézetében.

## Publikációk[5]
- Aad et al. (2008). The ATLAS experiment at the CERN large hadron collider. Jinst 3[6]
- Chatrchyan et al. (2012). Observation of a new boson at a mass of 125 GeV with the CMS experiment at the LHC. Physics Letters B 716 (1), 30-61.
- Aad et al. (2010). The ATLAS simulation infrastructure. The European Physical Journal C 70 (3), 823-874.